# Eilema diliensis
Eilema diliensis är en fjärilsart som beskrevs av Holloway 1979. Eilema diliensis ingår i släktet Eilema och familjen björnspinnare. Inga underarter finns listade i Catalogue of Life.